# Regimento de Infantaria N.º 19
O Regimento de Infantaria N.º 19 (RI19) OTE é um órgão da Componente Fixa do Sistema de Forças do Exército Português, aquartelado na cidade de Chaves, na dependência hierárquica da Brigada de Intervenção. Tem como encargo o ministrar Cursos de Formação Geral Comum de Praças do Exercito (CFGCPE), constituindo-se assim como um dos três Centros de Formação de que o Exército dispõe para esse efeito no Continente. A formação é ministrada no Batalhão de Formação, uma das subunidades do RI19.

## Historial
O Regimento de Infantaria N.º 19 está aquartelado em Chaves desde 1884. O RI19 foi formado em Cascais  em 1806. Desde que foi aquartelado em Chaves o RI19 mudou diversas vezes de designação:
1. Batalhão de Caçadores N.º 3 (BC3), em 1926;
2. Batalhão de Caçadores N.º 10 (BC10), em 1943;
3. Destacamento de Chaves do Regimento de Infantaria de Vila Real, em 1975;
4. Batalhão de Infantaria de Chaves (BIC), em 1977;
5. Regimento de Infantaria de Chaves (RIC), em 1981;
6. Regimento de Infantaria N.º 19 (RI19), novamente em 1993.

O atual RI19 integra as tradições militares do 6º Grupo de Metralhadoras criado em 1911 em Bragança e extinto em 1926. É herdeiro das tradições militares do antigo Regimento de Infantaria N.º 12 (RI12), aquartelado em Chaves, que combateu na Guerra Peninsular e foi extinto em 1834 e que tinha origem no antigo Terço de Chaves, criado em 1663.
O Regimento é fiel depositário das tradições militares das seguintes unidades:
1. Regimento de Infantaria de Bragança (RI Bragança) com origem no Terço de Bragança – 1664 em Bragança, extinto em 1762.
2. 1º Regimento de Infantaria de Bragança, criado em 1762 em Bragança e extinto em 1767.
3. Regimento de Infantaria N.º 24 (RI24) com origem no 2.º Regimento de Infantaria de Bragança, extinto em 1834.

Das Unidades antecessoras com ligação a este Regimento, destacaram-se:
1. Terço de Chaves, que participou na Guerra da Restauração (1640 – 1668), na defesa de Trás-os-Montes.
2. 2º Regimento de Infantaria de Chaves, que participou na defesa de Trás-os-Montes durante a Guerra Fantástica (1762).
3. Regimentos de Infantaria N.º 12 e N.º 24, que se distinguiram na Guerra Peninsular, sobretudo na sua fase final desde o cerco de Salamanca (1812) até à Batalha de Baiona (1814) já em pleno território francês.
4. 6º Grupo de Metralhadoras, que tomou parte na defesa de Angola durante a Primeira Guerra Mundial mobilizando uma bataria de metralhadoras pesadas, destacou-se na defesa daquela ex-província ultramarina contra as forças da África Ocidental Alemã (atual Namíbia). Durante o mesmo conflito mundial, o 6º Grupo de Metralhadoras também mobilizou para França, o 1º Grupo de Metralhadoras Pesadas do Corpo Expedicionário Português que se destacou na defesa de Neuve Chapelle.
5. Regimento de Infantaria N.º 19, que durante a Primeira Guerra Mundial, mobilizou para Angola um batalhão de infantaria.

A 17 de Maio de 1919, por se manter fel à República, durante o período restauracionista designado por "Monarquia do Norte"  foi feito, tal como a então Vila e Chaves, Oficial da Ordem Militar da Torre e Espada, do Valor, Lealdade e Mérito.
Em missão de soberania foram mobilizadas e aprontadas no RI19, para a Guerra do Ultramar (1961-1974), inúmeras unidades.
O RI 19 aprontou diversas Forças Nacionais Destacadas, tendo a última, sido a que decorre no quadro da missão de capacitação das forças de segurança do Iraque,que se desenrola no âmbito da Operação" Inherent Resolve", tendo o RI19 aprontado o 9º Contingente Nacional, que iniciou a  sua missão em maio de 2019.

## Heráldica

### Armas
Aprovado nos termos do art.º 34 da portaria n.º 24107, de 30 de junho de 1969 e publicado na OE n.º 11, 1º Série, página 651 de 20 de Novembro de 1969.

- Escudo cosido de negro e azul em faixa brocante uma faixa ondada de prata. No campo negro, uma trompa de Caçadores, acompanhada à dextra de uma chave antiga com palhetão voltado para a sinistra, tudo de ouro. No campo azul, uma cabeça de águia com contornada de ouro.
- Elmo militar, de prata, forrado de vermelho, a três quartos para a dextra.
- Correia de vermelho, perfilada de ouro.
- Paquife e virol de negro e prata.
- Timbre: um castelo de ouro, aberto e iluminado de vermelho circundado o escudo a partir dos ângulos dextro e sinistro do chefe e colar de Oficial da Ordem da Torre e Espada, do Valor Lealdade e Mérito.
- Divisa num listel de branco, ondulado, sotoposto ao escudo, em letras de estilo elzivir, maiúsculas de negro.

```
                                       
Sempre Excelentes e Valorosos
```

### Simbologia e Alusão das Peças
O NEGRO e o OURO (por amarelo) aludem às cores, respectivamente, da gola e do canhão do uniforme do Batalhão de Caçadores N.º 10, quando da sua criação em 5 de Maio de 1811, e por ele usado na Guerra Peninsular.

A TROMPA de ouro simboliza a unidade, sua antecessora, de caçadores e as CHAVES de ouro aludem às do brasão de armas da cidade de Chaves.

O AZUL alude à cor do campo do brasão de armas do Iº Império Francês e a CABEÇA DE ÀGUIA contornada de ouro ao comportamento distinto do Batalhão de Caçadores N.º 10, durante as campanhas do século XIX.

A FAIXA ONDULADA de prata simboliza o rio Tâmega, que banha a cidade de Chaves.

O TIMBRE alude ao castelo da mesma cidade.

### Esmaltes
Os Esmaltes Significam:
- O OURO significa nobreza.
- A PRATA significa riqueza e eloquência.
- O VERMELHO significa ardor bélico e força.
- O AZUL significa zelo e lealdade.
- O NEGRO significa apego à terra e firmeza.